# シャボン玉ビッグワンショー
『シャボン玉ビッグワンショー』（シャボンだまビッグワンショー）は、1972年4月5日から同年7月26日までフジテレビ系列局で放送されていた関西テレビ製作の音楽番組である。全17回。牛乳石鹸共進社の一社提供。放送時間は毎週水曜 22:00 - 22:30 （日本標準時）。

## 概要
それまで平日昼に放送されていた関西テレビ製作・牛乳石鹸提供の帯番組『シャボン玉アワー』に替わってスタートした番組。毎回人気歌手たちをゲストに招き、彼らが披露する歌をメインにしていた。また、本人たちの生活面などでのエピソードも紹介していた。司会は倍賞美津子と湯原昌幸が務めていた。

## 参考資料
- 毎日新聞縮刷版[どれ?]

| フジテレビ系列 水曜22:00枠 【本番組から牛乳石鹸共進社一社提供枠】   | フジテレビ系列 水曜22:00枠 【本番組から牛乳石鹸共進社一社提供枠】 | フジテレビ系列 水曜22:00枠 【本番組から牛乳石鹸共進社一社提供枠】 |
| 前番組                                                              | 番組名                                                            | 次番組                                                            |
| ------------------------------------------------------------------- | ----------------------------------------------------------------- | ----------------------------------------------------------------- |
| 日本列島走りある記 （1972年2月23日 - 1972年3月29日） ※22:00 - 22:45 | シャボン玉ビッグワンショー （1972年4月5日 - 1972年7月26日）       | シャボン玉ミュージックジョイ （1972年8月2日 - 1973年9月26日）     |